# Aeroporto Internacional Murtala Muhammed
O Aeroporto Internacional Murtala Muhammed (IATA: LOS, ICAO: DNMM) está localizado em Ikeja, Estado de Lagos, Nigéria, e é o maior aeroporto que atende a cidade de Lagos, ao sudoeste de Nigéria. Recebe seu nome do antigo General da Nigéria Murtala Muhammed. O terminal internacional é uma replica do Terminal do Aeroporto de Schiphol em Amsterdã. O aeroporto se abriu oficialmente em 15 de março de 1979.

## Estatísticas
| Ano  | Total Passageiros | % Aumento | Carga (t) | Tota Movementos de Aeronaves |
| ---- | ----------------- | --------- | --------- | ---------------------------- |
| 2003 | 3,362,464         | -%        | 51,826    | 62,439                       |
| 2004 | 3,576,189         | 6%        | 89,496    | 67,208                       |
| 2005 | 3,817,338         | 6.3%      | 63,807    | 70,893                       |
| 2006 | 3,848,757         | 0.8%      | 83,598    | 74,650                       |
| 2007 | 4,162,424         | 7.5%      |           |                              |
| 2008 | 5,136,697         | 23.5%     |           |                              |

## Linhas Aéreas e destinos

### Terminal 1 (International)
| Linhas Aéreas           | Destinos |
| ----------------------- | --- |
| Aero Contractors        | Accra, Libreville, Malabo, Monrovia                                                                           |
| Afriqiyah Airways       | Cotonou, Tripoli                                                                                              |
| Air France              | Paris-Charles de Gaulle                                                                                       |
| Alitalia                | Accra, Rome-Fiumicino                                                                                         |
| Arik Air                | Accra, Banjul, Cotonou, Dakar, Freetown, Johannesburg, London-Heathrow                                        |
| Bellview Airlines       | Abidjan, Accra, Banjul, Conakry, Dakar, Douala, Freetown, Johannesburg, Libreville, London-Heathrow, Monrovia |
| British Airways         | London-Heathrow                                                                                               |
| China Southern Airlines | Beijing-Capital, Dubai                                                                                        |
| Delta Air Lines         | Atlanta |
| EgyptAir                | Cairo |
| Emirates                | Dubai |
| Ethiopian Airlines      | Accra, Addis Ababa                                                                                            |
| Hewa Bora Airways       | Douala, Kinshasa, Lomé                                                                                        |
| Iberia Airlines         | Madrid |
| Kenya Airways           | Nairobi |
| KLM                     | Amsterdam |
| Lufthansa               | Frankfurt |
| Middle East Airlines    | Beirut |
| Qatar Airways           | Doha |
| Royal Air Maroc         | Casablanca |
| South African Airways   | Joanesburgo                                                                                                   |
| Turkish Airlines        | Istanbul-Atatürk                                                                                              |
| Virgin Atlantic         | London-Heathrow                                                                                               |

Rio de Janeiro

### Terminal 2 (Domestico)
| Linhas Aéreas              | Destinos                                                        |
| -------------------------- | --------------------------------------------------------------- |
| Aero Contractors (Nigeria) | Abuja, Benin City, Calabar, Enugu, Owerri, Port Harcourt, Warri |
| Afrijet Airlines           | Abuja, Yola                                                     |
| Bellview Airlines          | Abuja, Kano, Port Harcourt                                      |
| Capital Airlines (Nigeria) | Abuja, Ilorin, Minna                                            |
| Chanchangi Airlines        | Abuja, Kaduna, Owerri, Port Harcourt                            |
| Dana Air                   | Abuja, Enugu                                                    |
| IRS Airlines               | Abuja, Kano, Maiduguri, Yola                                    |

### Terminal de Aviação Geral (Domestico)
| Linhas Aéreas       | Destinos |
| ------------------- | --- |
| Arik Air            | Abuja, Akure, Benin City, Calabar, Enugu, Gombe, Jos, Kaduna, Kano, Maiduguri, Owerri, Port Harcourt, Sokoto, Warri, Yola |
| Associated Aviation | Benin City, Ibadan |
| Overland Airways    | Ilorin |

### Linhas Aéreas Cargueiras
| Linhas Aéreas             | Destinos |
| ------------------------- | --- |
| Air France Cargo          | Ndjamena, Paris-Charles de Gaulle                                                                            |
| Allied Air                | Ostend |
| Avient Aviation           | Abidjan, Bamako, Châlons-en-Champagne, Libreville, Malabo, Ouagadougou, Pointe-Noire, Port Harcourt, Sharjah |
| Cargolux                  | Luxembourg                                                                                                   |
| Jade Cargo                | Sharjah |
| Star Airlines (Macedonia) | Skopje, Bishkek, Sharjah, Hong Kong                                                                          |